# Det glemte riket
Det glemte riket è un'EP della band black metal Ancient, pubblicato indipendentemente il 25 aprile 1994. Le due tracce dell'EP sono in seguito state reincise e inserite nello split True Kings of Norway con Emperor, Immortal, Dimmu Borgir e Arcturus.

## Tracce
1. Det glemte riket - 06.53
2. Huldradans - 06.56

## Formazione
- Aphazel
- Grimm